# مدیریت ظرفیت

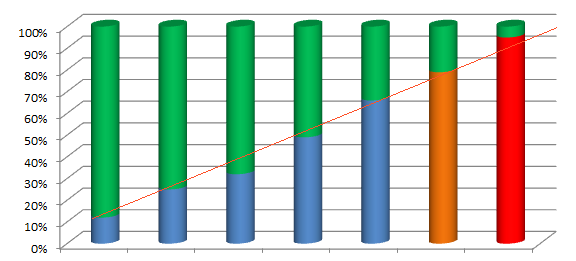
مدیریت ظرفیت

هدف اصلی مدیریت ظرفیت (Capacity management) تضمین این است که منابع فناوری اطلاعات از نظر اندازه مناسب برای تأمین نیازهای فعلی و آینده تجاری به روشی مناسب از نظر اقتصادی بشوند. یک تعبیر رایج از مدیریت ظرفیت در چارچوب ITIL شرح داده شده‌است. نسخه 3 ITIL مدیریت ظرفیت را شامل سه فرایند می‌داند؛ مدیریت ظرفیت تجاری، مدیریت ظرفیت خدمات و مدیریت ظرفیت اجزاء سازنده (در نسخه 2 ITIL به عنوان مدیریت ظرفیت منابع شناخته می‌شود).
همان‌طور که استفاده از سرویس‌های فناوری اطلاعات همواره در حال پیشرفت و توسعه است، مقدار، واحدهای پردازش مرکزی (CPU)، حافظه(memory) و فضای ذخیره‌سازی (storage) مربوط به یک virtual server (سرور مجازی) یا فیزیکی و غیره نیز تغییر می‌کند. اگر تفهیم دستورهایی که در زمان حال داده می‌شوند و چگونگی تغییر آن‌ها در آینده ممکن باشد، این روش پیشنهاد می‌کند که برنامه‌ریزی ظرفیت برای رشد خدمات فناوری اطلاعات آسان‌تر شوند و واکنشی کمتر نشان دهند. اگر ولتاژ گذاری کوتاه مدت در قدرت پردازش در یک زمان خاص از روز به بیشترین مقدار خود برسد، پیشنهاد می‌شود آنچه در آن زمان اتفاق می‌افتد را تجزیه و تحلیل کنید و تغییرهایی را برای به حداکثر رساندن زیر بنا ی IT موجود ایجاد کنید، به عنوان مثال، برنامه را تنظیم کنید یا یک چرخه دسته‌ای را به یک دوره آرام‌تر تغییر دهید.
این آینده نگری از برنامه‌ریزی ظرفیت پیشگیرانه شناسایی می‌کند: هر مشکل احتمالی مربوط به ظرفیت که به وجود می‌آید وهم تراز کردن تصمیم‌های لازم سرمایه‌گذاری برای سهامداران و مشاغل فناوری اطلاعات یعنی نیازهای دقیق سرور برای تأمین رشد در آینده تقاضای منابع IT، تازه‌سازی فناوری یا ادغام کردن مرکز داده
این فعالیت‌ها به منظور بهینه‌سازی عملکرد و افزایش راندمان برای برنامه‌ریزی و توجیه سرمایه‌گذاری‌های مالی است. مدیریت ظرفیت مربوط به موارد زیر است:
- نظارت بر عملکرد و توان عملیاتی یا بارگذاری در یک سرور، مزرعه سرور، یا دارایی
- تجزیه و تحلیل عملکرد داده‌های اندازه‌گیری، از جمله تجزیه و تحلیل تأثیر انتشارات جدید بر ظرفیت
- تنظیم عملکرد برای اطمینان از کارآمدترین استفاده از زیرساخت‌های موجود
- درک خواسته‌های مربوط به خدمات و برنامه‌های آینده برای رشد حجم کار (یا کوچک شدن)
- تأثیر بر تقاضا برای منابع محاسباتی
- برنامه‌ریزی ظرفیت ذخیره‌سازی، سخت‌افزار رایانه، نرم‌افزار و منابع زیرساخت اتصال برای دوره زمانی آینده مورد نیاز است.[۱]

مدیریت ظرفیت و رشته مهندسی عملکرد با هم در زمینه‌هایی مانند: ملزومات و طراحی فعالیت‌های لازم برای ساخت یک سیستم و همچنین در نظارت بر عملکرد گسترش سیستم در زمان وارد کردن داده‌ها ارتباط دارند.

## عوامل مؤثر بر عملکرد شبکه
همه شبکه‌ها مثل هم نیستند. از آنجا که داده‌ها برای ارسال به اجزای تشکیل دهنده خود (که اغلب با عناوینی مثل قاب کردن، بسته‌های کوچک یا بخشهایی، شناخته می‌شوند) تجزیه می‌شوند، عوامل مختلفی مانند موارد زیر می‌توانند در تحویل آنها تأثیر بگذارند.
- تأخیر: تحویل یک بسته از طریق شبکه‌های مداخله کننده ممکن است مدت زمان زیادی طول بکشد. در پروتکل‌های معتبری که گیرنده تحویل هر قسمت داده را تأیید می‌کند، اندازه‌گیری آن به عنوان زمان رفت و برگشت امکان‌پذیر است.
- از دست دادن بسته‌ها: در بعضی موارد، دستگاه‌های میانی شبکه بسته‌ها را از دست می‌دهند. این ممکن است به دلیل خطا، بیش از حد بارگیری شبکه متوسط یا به دلیل کنار گذاشتن عمدی ترافیک به منظور اعمال سطح خاص خدمات باشد.
- انتقال مجدد: وقتی بسته‌ها در یک شبکه قابل اعتماد گم می‌شوند، دوباره انتقال می‌یابند. این امر باعث دو تأخیر می‌شود: اول، تأخیر در ارسال مجدد داده‌ها؛ و دوم، تأخیر ناشی از انتظار تا زمان دریافت داده‌ها به ترتیب صحیح قبل از ارسال آن به مجموعه پروتکل.
- توان عملیاتی: میزان ترافیکی که شبکه می‌تواند حمل کند به صورت توان سنجی اندازه‌گیری می‌شود، معمولاً بر حسب کیلوبیت در ثانیه. توان عملیاتی مشابه تعداد خطوط در بزرگراه است، در حالی که تأخیر مشابه محدودیت سرعت آن است.

این عوامل و مواردی دیگر (مانند عملکرد علامت دهی شبکه در گره‌های انتهایی، فشرده سازی، رمزگذاری، همزمانی و غیره) همه در عملکرد درست یک شبکه تأثیر می‌گذارند. در برخی موارد، ممکن است شبکه اصلاً کار نکند. در دیگر موارد، ممکن است کند یا غیرقابل استفاده باشد؛ و از آنجا که برنامه‌ها از طریق این شبکه‌ها اجرا می‌شوند، عملکرد برنامه‌ها را با مشکل مواجه می‌کند. روش‌های هوشمند مختلفی برای اطمینان از مدیریت درست ترافیک در فضای شبکه وجود دارد تا عملکرد آن را برای تمام کاربران بهینه‌ساز.
به شکل‌گیری ترافیک مراجعه کنید.

## رشته مدیریت عملکرد
مدیریت عملکرد شبکه عبارت است از: اندازه‌گیری، مدل‌سازی، برنامه‌ریزی و بهینه‌سازی شبکه‌ها است تا اطمینان حاصل کند که شبکه داده‌ها را با سرعت، پایایی، ظرفیت متناسب با ماهیت برنامه و محدودیت‌های هزینه ای سازمان، حمل می‌کنند. برنامه‌های مختلف، مقادیر مختلف ظرفیت دردسترس، نهفتگی و پایایی را تضمین می‌کنند.
مثلاً:
- پخش جریانی ویدیو یا صدا می‌تواند غیرقابل اعتماد باشد (لحظات کوتاه ایستا) اما باید تأخیر بسیار کمی داشته باشد تا تأخیر رخ ندهد
- انتقال پرونده یا ایمیل به صورت انبوه باید مطمئن و دارای ظرفیت بالایی باشد اما نیازی به فوری ندارد
- پیام رسانی فوری پهنای باند زیادی مصرف نمی‌کند، اما باید سریع و قابل اعتماد باشد

## وظایف مدیریت شبکه و کلاسهای ابزار
مدیریت عملکرد شبکه یکی از مولفه‌های اصلی چارچوب ارتباطات از راه دور FCAPS ISO است ("P" نشاندهنده <Performance> در این مخفف است). این امر مهندسین شبکه را قادر می‌سازد تا ناکارآمدی در زیرساخت‌های IT خود را پیشبینی کرده و در نهایت به تجربه کاربر نهایی کمک کنند.
مدیران شبکه کارهای زیادی را انجام می‌دهند. اینها شامل اندازه‌گیری عملکرد، تجزیه و تحلیل از نظر قانونی، برنامه‌ریزی ظرفیت و آزمایش بار خارجی یا بار ورودی است. آنها همچنین به‌طور مستقیم با توسعه دهندگان برنامه و بخش‌های IT که به آنها برای ارائه خدمات شبکه متضمن شده‌اند همکاری می‌کنند.
- برای اندازه‌گیری عملکرد، اپراتورها معمولاً عملکرد شبکه‌های خود را در سطوح مختلف اندازه‌گیری می‌کنند. آنها یا از معیارهای هر پورت استفاده می‌کنند (چقدر ترافیک در پورت ۸۰ بین مشتری و سرور جریان دارد و چه مدت طول می‌کشد) یا به معیارهای کاربر نهایی اعتماد می‌کنند (صفحه ورود به سیستم با چه سرعتی برای Bob بارگیری شد).)
  - معیارهای هر پورت با استفاده از نظارت مبتنی بر جریان و پروتکل‌هایی مانند NetFlow (اکنون به صورت IPFIX استاندارد شده‌اند) یا RMON جمع‌آوری می‌شوند.
  - معیارهای کاربر نهایی از طریق سیاهه‌های فضای وب، نظارت مصنوعی یا نظارت کاربر واقعی جمع‌آوری می‌شوند. به عنوان مثال ART (زمان پاسخ دهی به برنامه‌ها) آماری را برای اندازه‌گیری.
- برای تجزیه و تحلیل پزشکی قانونی، اپراتورها اغلب به مشبک‌هایی اعتماد می‌کنند که معاملات را توسط پروتکل‌های خود خراب می‌کنند و می‌توانند مشکلاتی مانند انتقال مجدد یا مذاکرات پروتکل را پیدا کنند.
- برای برنامه‌ریزی ظرفیت، ابزار مدل‌سازی از قبیل آریا شبکه، OPNET , PacketTrap , NetSim , NetFlow و sFlow تحلیل، یا NetQoS که پروژه تأثیر برنامه‌های جدید یا افزایش استفاده بسیار ارزشمند است. به گفته گارتنر، تا سال ۲۰۱۸ بیش از ۳۰٪ از شرکتها از ابزارهای مدیریت ظرفیت برای زیرساختهای مهم IT خود استفاده خواهند کرد، در حالی که این میزان در سال ۲۰۱۴ کمتر از ۵٪ است.[۲] این ابزارهای مدیریت ظرفیت به تیم‌های زیرساخت و مدیریت عملیات کمک می‌کنند تا زیرساخت‌ها و ابزارهای IT را برنامه‌ریزی و بهینه‌سازی کرده و استفاده از ارائه دهندگان خدمات خارجی و رایانش ابری را متعادل کنند.
- برای تولید بار که به درک نقطه شکست کمک می‌کند، اپراتورها ممکن است از نرم‌افزار یا وسایلی استفاده کنند که ترافیک اسکریپت ایجاد می‌کنند. برخی از ارائه دهندگان خدمات میزبان همچنین برای سایت‌هایی که با اینترنت عمومی روبرو هستند، تولید ترافیک پرداختی را انجام می‌دهند.